# 牛首之戰
牛首之戰發生於前698年，宋國聯合各諸侯國討伐鄭國的一場戰爭。
前699年二月，鄭厲公因不堪宋庄公常以擁立之功索賄，所以便聯合魯國、齊國及紀國攻打以宋國為首的宋、衛、燕三國聯軍。宋軍大敗而回。
前698年冬天，宋庄公為報前年一戰之仇，糾合齊、衛、陳、蔡四國聯合攻打鄭國。宋軍大掠鄭國東郊，攻取牛首。宋軍又焚毀渠門，攻入大逵，當宋軍至太宮時，盡取其椽而歸國用為宋國盧門之椽。此戰是為牛首之戰。